# Азерников, Валентин Захарович
Валентин Захарович Азерников (род. 1934, Москва) — советский и российский драматург и сценарист. Заслуженный деятель искусств Российской Федерации (2007).

## Биография
Валентин Азерников родился в Москве. Рос без отца. Ещё в школе мечтал стать театральным режиссёром, однако мать была против. В результате он окончил Московский институт тонкой химической технологии по специальности инженер-химик. Занимался научной деятельностью, печатался в журналах «Новый мир», «Наука и жизнь», «Неделя», выступал по радио и на телевидении, опубликовал несколько научно-популярных книг («Неслучайные случайности», «Физика. Великие открытия»).
С 1970 года профессионально пишет для театра, кино и телевидения. В 1971 году Юрий Завадский поставил спектакль по первой пьесе Азерникова «Третьего не дано» в Театре имени Моссовета. Через год свет увидел «Чудак человек» в постановке Марка Захарова для Московского академического театра сатиры. В 1975 году в Театре имени Моссовета Павлом Хомским был поставлен спектакль по пьесе «Возможны варианты», получивший широкую известность. Через два года по её мотивам был снят телевизионный фильм «По семейным обстоятельствам» режиссёра Алексея Коренева. Всего по сценариям Азерникова снято более двадцати фильмов.
Член правления Гильдии кинодраматургов СК РФ, в прошлом избирался президентом и вице-президентом этой организации.

## Творчество
- 1977 — По семейным обстоятельствам
- 1981 — Отпуск за свой счёт (СССР, Венгрия)
- 1985 — Искренне Ваш…
- 1985 — Страховой агент
- 1986 — При открытых дверях
- 1988 — Гражданский иск
- 1989 — Юбилейное танго (фильм-спектакль)
- 1991 — Круиз, или Разводное путешествие
- 1994—1998 — Без обратного адреса
- 2000 — Репете
- 2001 — Серебряная свадьба
- 2002 — Мишель
- 2002 — Под крышами большого города
- 2002 — Право на защиту (Украина)
- 2003 — Любовь императора
- 2003 — Снежная любовь, или Сон в зимнюю ночь (Украина)
- 2003 — Чужое лицо
- 2004 — В двух километрах от Нового года (Украина)
- 2004 — Убей меня! Ну, пожалуйста (Россия, Украина)
- 2005 — Косвенные улики
- 2005 — Целуют всегда не тех (Украина, Россия)
- 2006 — Иностранцы
- 2006 — Об этом лучше не знать (Украина, Россия)
- 2007 — Ночные посетители
- 2007 — Точка возврата
- 2008 — Отдалённые последствия
- 2008 — Уроки обольщения (Украина, Россия)
- 2011 — Весна в декабре
- 2011 — Заложники любви
- 2012 — Абонент временно недоступен (фильм-спектакль)
- 2014 — Поиски улик
- 2016 — Семейные обстоятельства